# Beñat Garaiar
Garaiar  Pikabea est un nom espagnol. Le premier nom de famille, en général paternel, est Garaiar ; le second, en général maternel, souvent omis, est Pikabea.
Beñat Garaiar Pikabea, né le 12 février 2004 à Oiartzun,, est un coureur cycliste espagnol.

## Biographie
En 2020, Beñat Garaiar devient triple champion d'Espagne sur piste dans la catégorie cadets (moins de 17 ans). Il brille par ailleurs au niveau régional, en particulier au Pays basque. 
Lors de la saison 2022, il remporte le kilomètre ainsi la poursuite individuelle aux championnats d'Espagne juniors (moins de 19 ans). Il termine également troisième du championnat d'Europe du kilomètre juniors. Sur route, il gagne trois courses, dont le championnat du Guipuscoa du contre-la-montre juniors. 
En 2023, il intègre le club navarrais Telcom-On Clima-Osés pour ses débuts espoirs (moins de 23 ans). Alors qu'il n'a que dix-neuf ans, il représente l'Espagne aux championnats d'Europe et aux championnats du monde sur piste, chez les élites. Il se classe également quatrième du prologue du Tour des Landes. 

## Palmarès sur piste

### Championnats du monde
- Glasgow 2023
  - 13e de la poursuite par équipes

### Championnats d'Europe
- Granges 2023
  - 9e de la poursuite par équipes

### Championnats nationaux
- 2020
  -  Champion d'Espagne de vitesse par équipes cadets
  -  Champion d'Espagne de poursuite cadets
  -  Champion d'Espagne de l'omnium cadets
  - 2e du championnat d'Espagne de l'américaine cadets
- 2021
  -  Champion d'Espagne du kilomètre juniors
  - 3e du championnat d'Espagne de poursuite juniors
- 2022
  -  Champion d'Espagne du kilomètre juniors
  -  Champion d'Espagne du poursuite juniors
  - 2e du championnat d'Espagne de course aux points juniors
  - 2e du championnat d'Espagne de l'américaine juniors

## Palmarès sur route
- 2022
  - Champion du Guipuscoa du contre-la-montre juniors
  - Premio Villa de Errenteria[4]
  - Prologue de la Gipuzkoako Itzulia
- 2024
  - 3e du championnat du Guipuscoa du contre-la-montre espoirs (Mémorial Gervais)
- 2025
  - Gran Premio San José
  - 2e du Premio Ayuntamiento de Sopela
  - 2e du Gran Premio San Lorenzo
  - 3e de la Clásica de La Rioja-Memorial Arturo Grávalos